# 卡梅拉塔皮切纳
卡梅拉塔皮切纳（義大利語：Camerata Picena），是意大利安科纳省的一个市镇。总面积11.64平方公里，人口2298人，人口密度197.4人/平方公里（2009年）。ISTAT代码为042007。